# Bitteres aus Bitterfeld
Bitteres aus Bitterfeld. Eine Bestandsaufnahme, generalmente abbreviato in Bitteres aus Bitterfeld, è un documentario del 1988 girato illegalmente nella RDT. Nel documentario si può vedere l'impatto dell'inquinamento ambientale causato dalle industrie chimiche nella regione attorno a Bitterfeld. Si trattava di un progetto che coinvolgeva gli oppositori dell'organizzazione ambientalista Arche di Berlino Est, ambientalisti locali e registi di Berlino Ovest. Il loro obiettivo comune era quello di scatenare l'opposizione. Il programma televisivo dell'ARD Kontraste mandò in onda per la prima volta, nell'autunno del 1988, alcuni estratti che furono poi condivisi anche da emittenti straniere. A Bitterfeld il programma era molto discusso.

## Trama

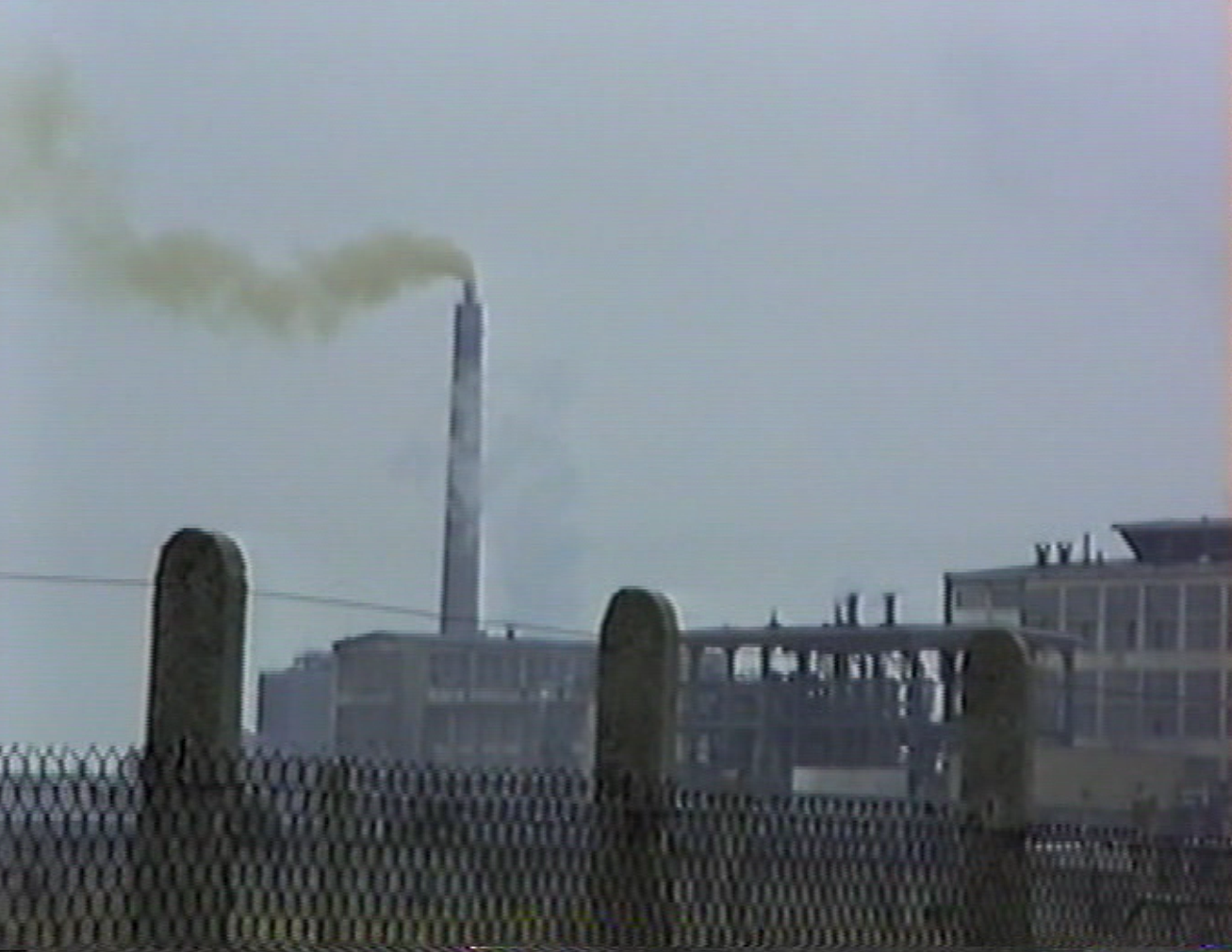
Gas di scarico fuoriescono da una ciminiera a Bitterfeld

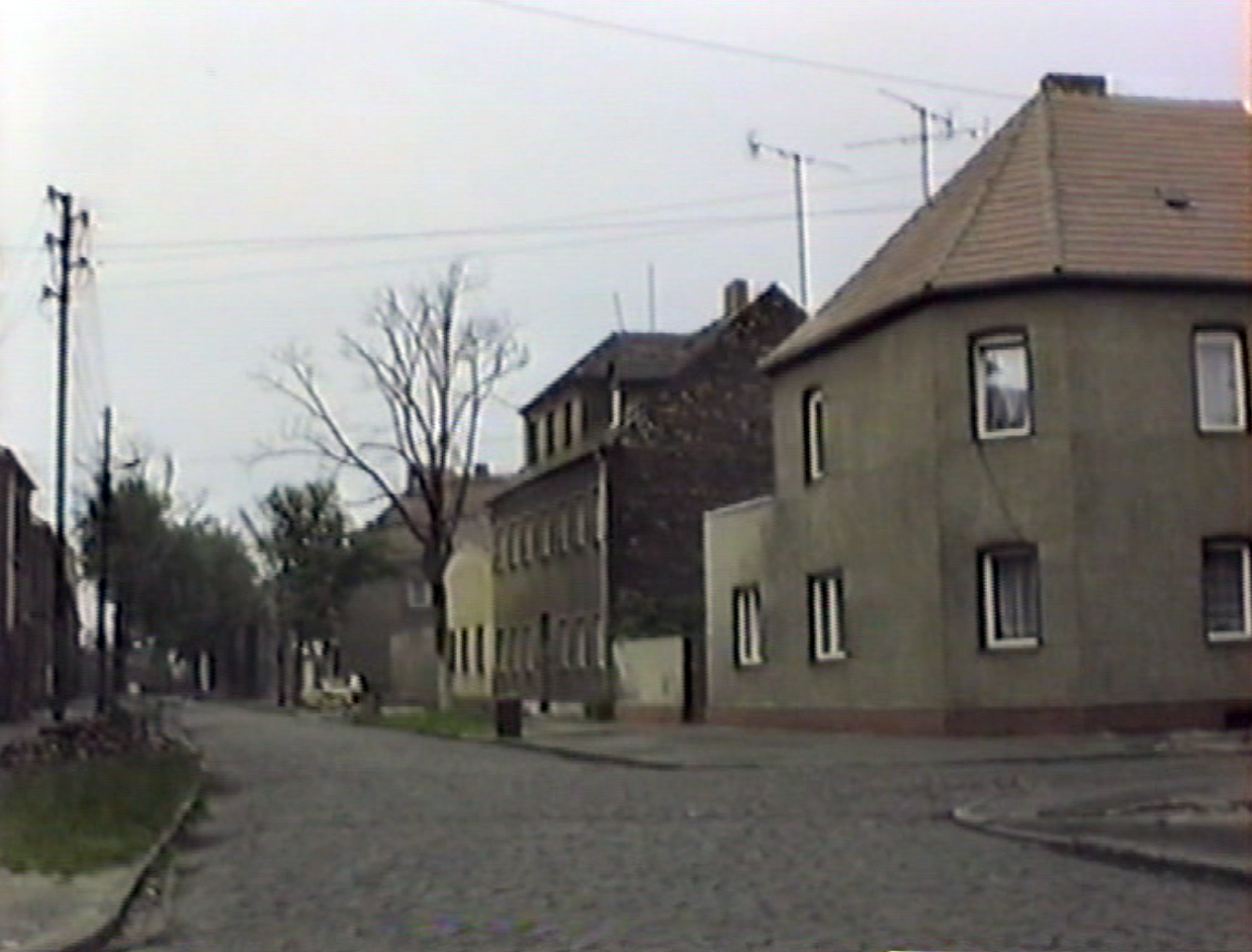
Strade di Bitterfeld costeggiate da alberi spogli a giugno

Il documentario si apre con scene che mostrano il paesaggio deteriorato dalla miniera di lignite a cielo aperto, paesaggio in cui si stagliano ciminiere di fabbriche che emettono gas di colori diversi, un granaio in contrasto con l'adiacente fabbrica adibita alla produzione di cloro, così come edifici grigi e in rovina che si affacciano su strade di città. Una voce femminile fuori campo spiega che a Bitterfeld vengono realizzati circa 2000 prodotti a uso domestico, industriale, agricolo e per il giardinaggio. L'industria chimica smaltisce i suoi rifiuti scaricandoli nelle ampie fosse delle miniere a cielo aperto, nell'affluente dell'Elba Mulde e rilasciandoli nell'aria. La voce femminile commenta: “Bitterfeld si sta deteriorando. Bitterfeld è ormai di color nero fuliggine. Bitterfeld emana un cattivo odore. Bitterfeld oggi è considerata la città più inquinata d'Europa.” Sono stati rilevati valori di nitrati e nitriti che superano da cinque a dieci volte i livelli normali. Le aree circostanti sono secche, le piante muoiono. Le miniere di carbone esaurite venivano e vengono tuttora utilizzate come discariche incustodite, incontrollate, di cui non risultano documenti. Il terreno è impregnato di sostanze chimiche. Tra i dipendenti sono comuni malattie correlate all'esposizione al cloruro di vinile, fluorosi e pneumoconiosi. Alcuni di loro devono lavarsi anche per un'ora al giorno. Rispetto alla media nazionale la percentuale di persone che si ammalano di bronchite e laringite ipoglottica è da cinque a otto volte superiore mentre l'aspettativa di vita è di diversi anni inferiore. Il film si conclude con una citazione estratta dal romanzo della scrittrice Monika Maron Flugasche: “La gente di Bitterfeld si è adattata, si è abituata a vivere a Bitterfeld e a essere sommersa dalla sporcizia. Forse non è da sgarbati e senza cuore dire loro: siete stati dimenticati, siete stati sacrificati per un bene più grande. Io non posso farci nulla.”

## Ideazione

### Idea e progetto
Nella primavera del 1988 nacque a Berlino Est l'organizzazione ambientalista Arche, i cui attivisti, tra cui Ulrich Neumann, si recarono in visita della regione industriale di Halle con il compito di stabilire contatti per coordinare i gruppi ambientalisti della RDT. A Bitterfeld Neumann conobbe Hans Zimmermann, che da anni osservava gli effetti sulla salute degli abitanti e sull'ambiente dovuti al trattamento improprio dei residui di produzione nell'industria chimica. Proprio in occasione di una di queste visite venne discussa la possibilità di girare un film su Bitterfeld ad opera dell'Arche.

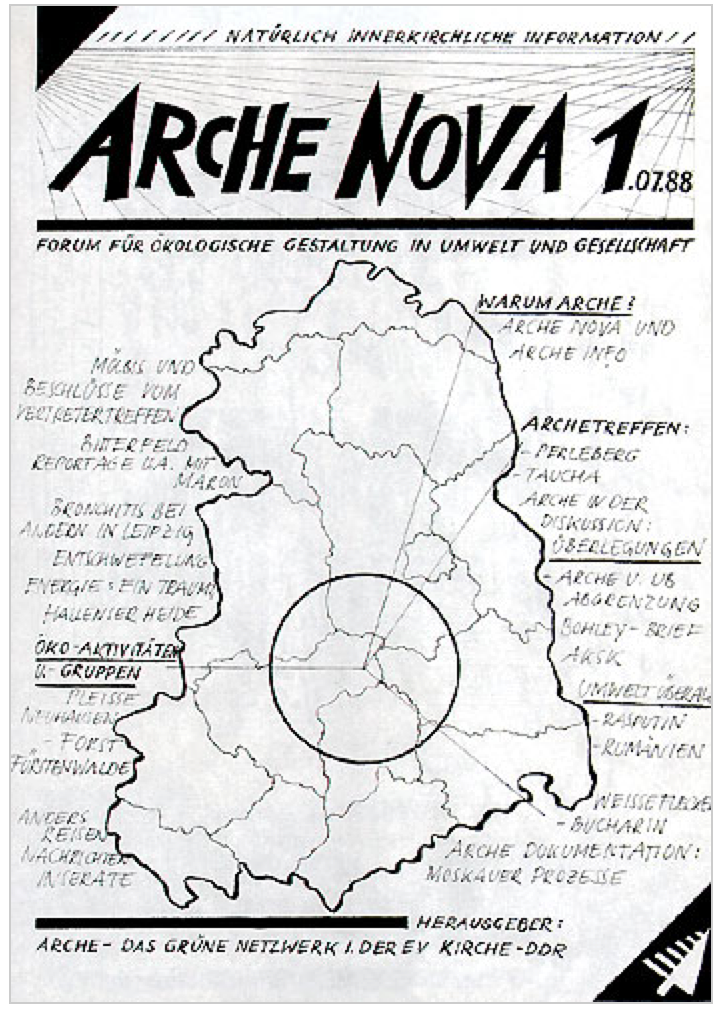
Copertina del primo numero di Arche Nova

### La rivistaArche Nova
Quando ancora il documentario era in fase di progettazione gli attivisti di Arche avevano già deciso che Bitterfeld sarebbe stato il fulcro della loro rivista indipendente Arche Nova. Il primo numero venne pubblicato esattamente un giorno prima dell'inizio delle riprese e conteneva informazioni inserite anche durante la stesura del testo del documentario.

## Reazioni nella RDT
Nella regione di Bitterfeld, la trasmissione diventò argomento di discussione. “Più o meno tutti l'abbiamo visto”, ricordò il perito chimico Bernhard Roth. Il tecnico di laboratorio Ursula Heller affermò: “Mi ha scossa profondamente”. Gli uffici della Stasi constatarono che “un gran numero di abitanti percepì il programma come un modo per suscitare paura e insicurezza”. Due attivisti dell'Arche scrissero nel 1992, che la gente di Bitterfeld “divenne consapevole della loro stessa realtà, solo quando la videro trasmessa nei salotti di casa”.

## Riconoscimenti
- 1989 Premio ambiente, rivista Vital, Amburgo
- 1990 Premio speciale, Ökomedia '90, Friburgo
- 1991 Riconoscimento "Magna cum laude", Medikinale International Parma (MIP)
- 1999 Inserimento di alcune scene del documentario nella mostra permanente del Zeitgeschichtlichen Forum Leipzig
- 2011 Inserimento di Bitteres aus Bitterfeld e Das war Bitteres aus Bitterfeld nella mediaartbase del Zentrum für Kunst und Medientechnologie (ZKM) di Karlsruhe